# Tobaksgrundet

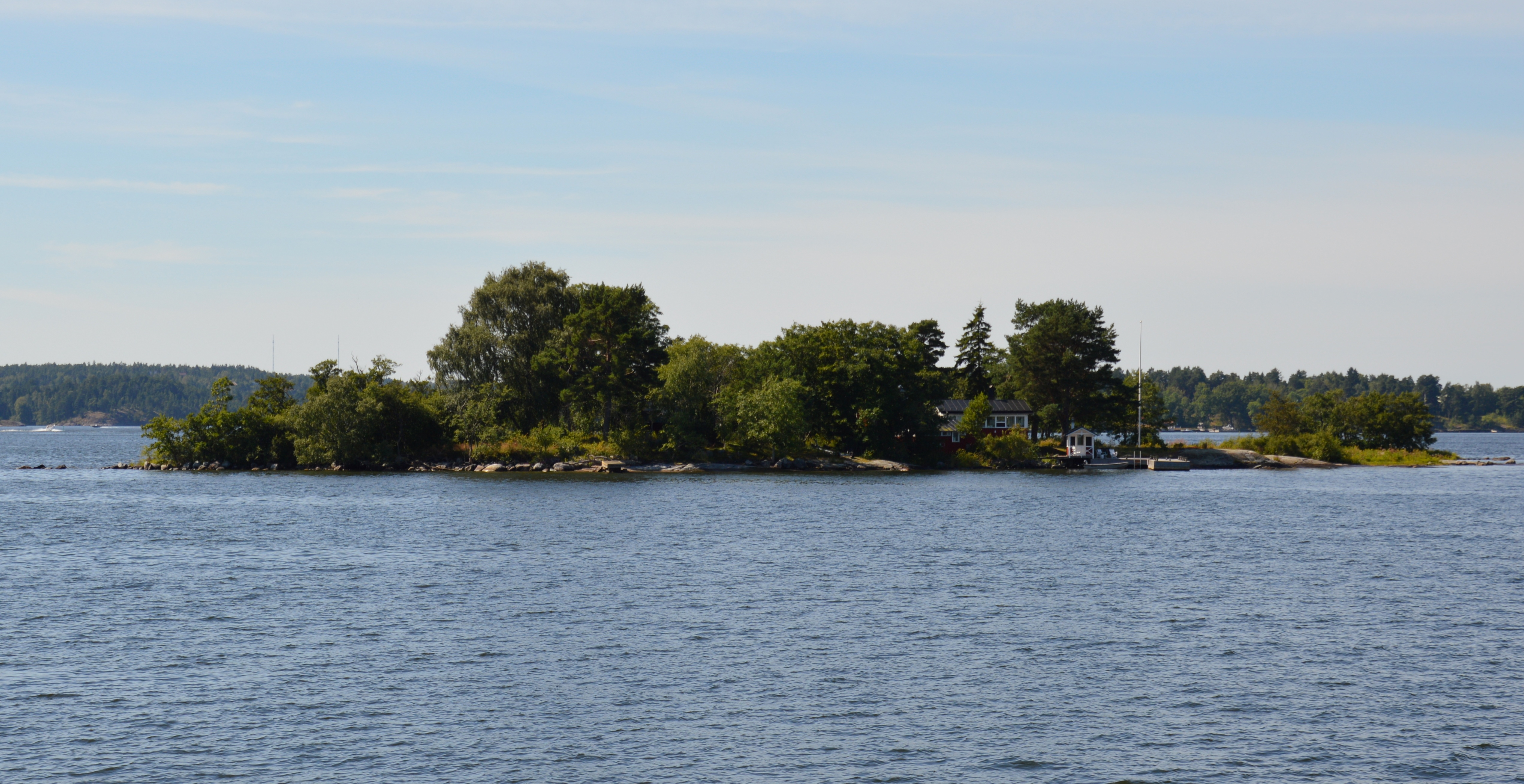
Tobaksgrundet

Tobaksgrundet ist eine kleine zu Schweden gehörende Insel im Stockholmer Schärengarten.
Die Insel gehört zur Gemeinde Vaxholm. Tobaksgrundet liegt südlich der Insel Vasholmen, östlich liegt Notholmen. Südlich der Insel verläuft die Schiffsroute von der Ostsee nach Stockholm.
Tobaksgrundet erstreckt sich von West nach Ost über etwa 180 Meter bei einer Breite von bis zu etwa 70 Metern, wobei sich am Westende der Insel eine schmale Landzunge befindet. Die mit mehreren Gebäuden bebaute Insel ist in Teilen baumbestanden. Auf der Nordseite besteht ein Schiffsanleger.
Koordinaten: 59° 23′ N, 18° 21′ O